# Meesia
Meesia là một chi rêu trong họ Meesiaceae.